# Dasytes niger
Dasytes niger är en skalbaggsart som först beskrevs av Carl von Linné 1761.  Dasytes niger ingår i släktet Dasytes, och familjen borstbaggar. Arten är reproducerande i Sverige.

## Bildgalleri

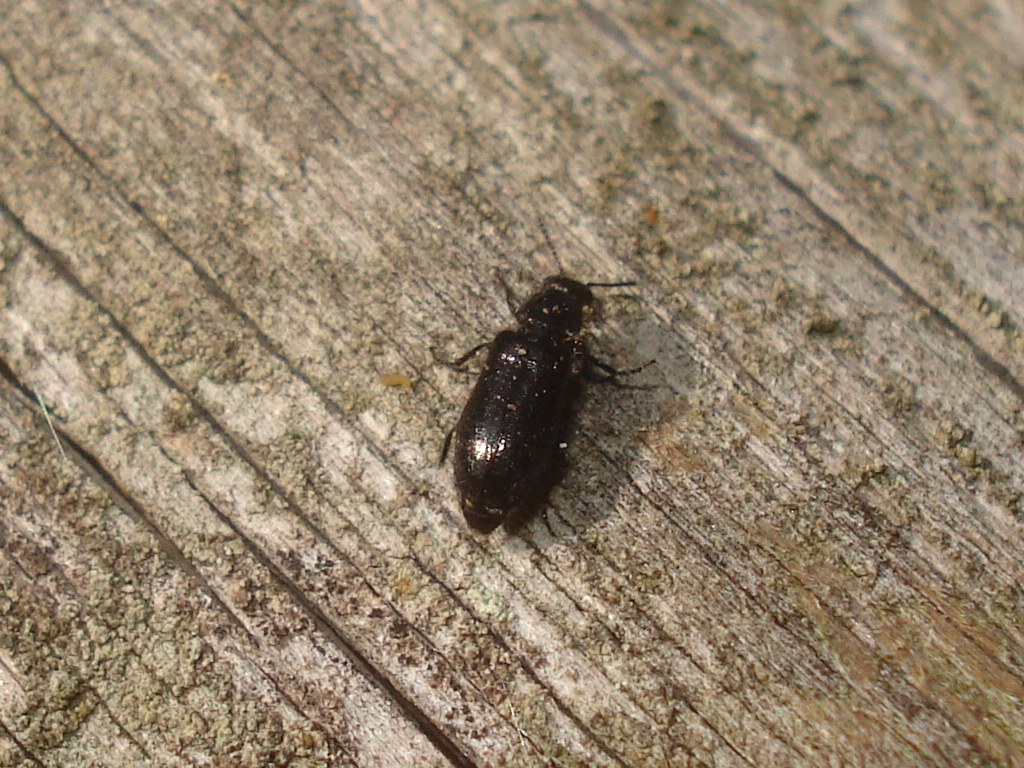